# The Last V8
The Last V8 è un videogioco di guida pubblicato nel 1985-1986 per Amstrad CPC, Commodore 64, Commodore 128 e Atari 8-bit dalla Mastertronic, nella linea MAD (Mastertronic's Added Dimension) dedicata ai titoli relativamente più elaborati. Il giocatore controlla un'automobile futuristica in uno scenario postapocalittico disabitato. Il titolo potrebbe essere un riferimento non ufficiale alla V8 Interceptor cinematografica.
La colonna sonora, spesso apprezzata dalla critica, è di Rob Hubbard.

## Trama
È il 2008 e il mondo è stato devastato qualche anno prima da una grande guerra nucleare che ha lasciato pochi superstiti. Il protagonista è sopravvissuto per anni in un bunker di ricerca militare sotterraneo, dove ha lavorato al progetto di un'automobile speciale, "l'ultima V8" a cui si riferisce il titolo. Basata su una vecchia auto degli anni '80, ha uno scudo di protezione delle radiazioni, è computerizzata e collegata in remoto alla base, e può raggiungere la velocità di 410 km/h.
La V8 è stata ora autorizzata a esplorare la superficie in cerca di superstiti da contattare, ma spesso deve fare rapidamente ritorno al sicuro del bunker perché ci sono ancora ordigni nucleari che esplodono periodicamente.
La versione per Commodore 128 cambia un po' lo scenario: la base di partenza è una colonia su Marte, risparmiata dalla guerra, e la V8 viene inviata sulla Terra con la stessa missione di contattare i superstiti. Prima però deve recuperare dei cristalli energetici sulla superficie di Marte.

## Modalità di gioco
Scopo del gioco è pilotare la V8 fino al bunker, evitando di schiantarsi contro ostacoli o di esaurire il carburante oppure lo scudo antiradiazioni, che inizia a consumarsi in seguito allo scoppio di un ordigno che avviene dopo un certo tempo. L'azione inizia sempre con una poco chiara voce digitalizzata che dice "V8, return to base immediately" ("V8, ritorna immediatamente alla base").
Lo schermo è diviso orizzontalmente in due parti e nella metà in alto avviene l'azione di gioco vera e propria, con visuale dall'alto e scorrimento in tutte le direzioni. In basso viene mostrato il cruscotto con numerosi indicatori, tra cui uno schermetto di computer che indica la distanza dalla base e segnala l'arrivo delle radiazioni.
L'ambiente da attraversare è ampio e formato da una strada tortuosa con la presenza di alcuni bivi e vicoli ciechi. Superato il primo livello c'è un secondo ambiente più edificato, dove le strade formano un vero e proprio labirinto.
A parte il fatto di essere disabitato, lo scenario non mostra particolarmente i segni della guerra e le strade sono intatte.
Anche se la V8 può orientarsi liberamente a 360°, la guida non avviene con comandi di sterzo, ma puntando i controlli direttamente nella direzione in cui si vuole andare. In tal modo l'auto sterza gradualmente verso quella direzione, mentre puntando nella direzione in cui si sta andando o in quella opposta si accelera o rallenta. Alcune riviste di settore lo giudicarono un sistema difficoltoso.
Se si sbatte contro gli ostacoli la V8 si distrugge e si deve ricominciare il livello da capo.
La versione Commodore 128, solo su disco, è dotata di un terzo scenario che viene prima degli altri due e si svolge nel territorio della colonia su Marte. Qui l'auto deve anche raccogliere degli oggetti sparsi per rifornirsi di carburante, evitare crateri, disattivare barriere elettriche passando sopra degli appositi interruttori.